# سیتون، دوون
longitudeسیتون، دوونlatitudeسیتون، دوون
سیتون، دوون (به انگلیسی: Seaton, Devon) یک منطقهٔ مسکونی در انگلستان است که در جنوب غربی انگلستان واقع شده‌است.

## خصوصیات
سیتون ۷٬۱۱۱ نفر جمعیت دارد.